# Opisthacantha unicolor
Opisthacantha unicolor är en stekelart som beskrevs av Alan Parkhurst Dodd 1913. Opisthacantha unicolor ingår i släktet Opisthacantha och familjen Scelionidae. Inga underarter finns listade i Catalogue of Life.